# Emanuel Peter
Emanuel Peter (* 9. Juni 1984 in Niederuzwil (SG)) ist ein ehemaliger Schweizer Eishockeyspieler, der zuletzt bei den SCL Tigers in der National League unter Vertrag stand.

## Karriere

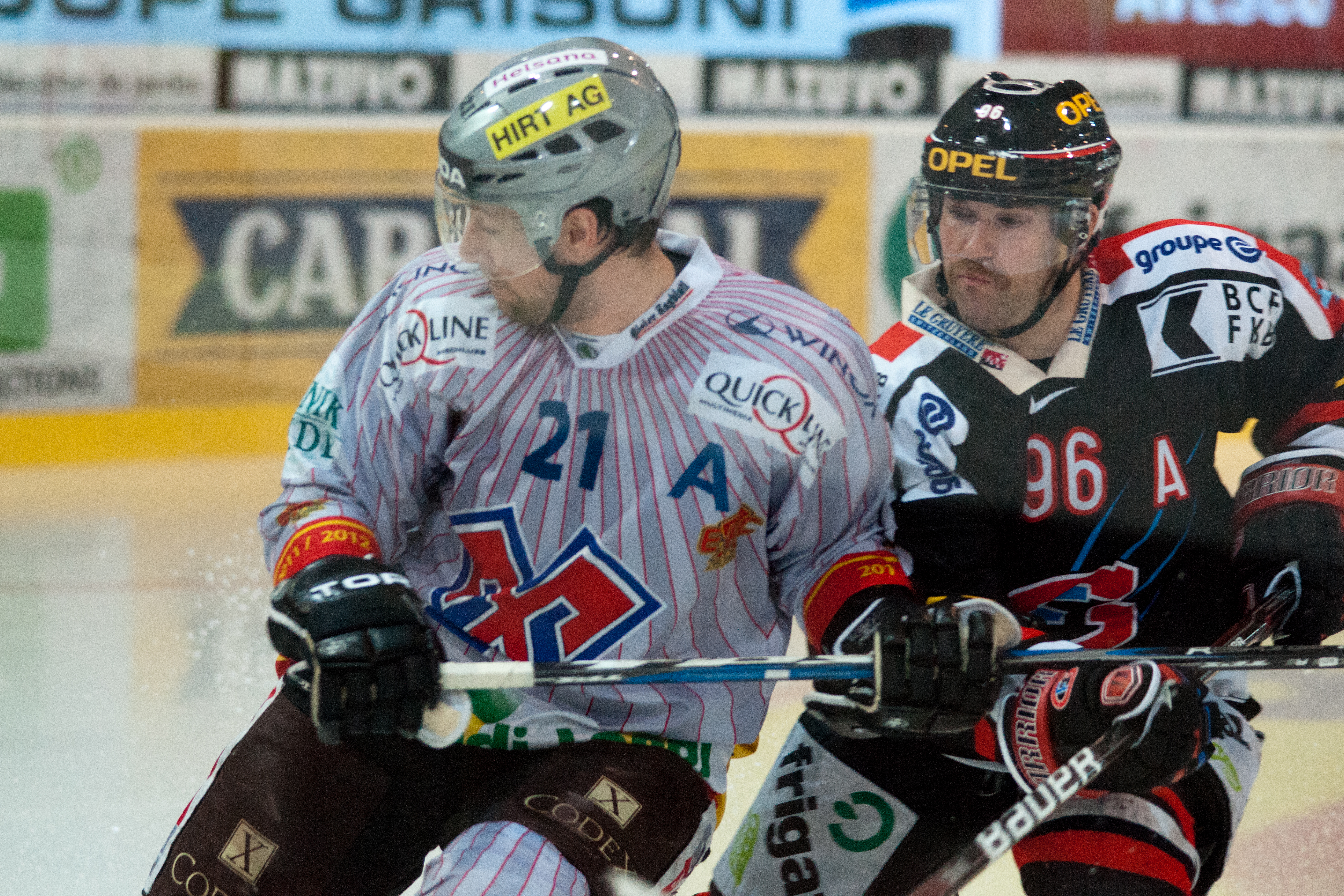
Emmanuel Peter (li.) und Christian Dubé (re.), November 2011

Emanuel Peter begann seine Karriere als Eishockeyspieler beim EHC Uzwil, für den er bis 2001 in der Jugend aktiv war. Anschliessend wechselte er zum EHC Kloten, für den er in der Saison 2001/02 sein Debüt in der Nationalliga A gab. Daraufhin wurde er im NHL Entry Draft 2002 in der fünften Runde als insgesamt 142. Spieler von den Calgary Flames ausgewählt, spielte allerdings nie für das Team. Stattdessen blieb der Angreifer vier weitere Jahre lang beim EHC Kloten, ehe er im Sommer 2006 zum EHC Biel in die Nationalliga B wechselte, mit dem er 2007 und 2008 jeweils NLB-Meister wurde. Zudem stieg er mit dem EHCB in der Saison 2007/08 zusätzlich in die National League A auf.
Nach neun Jahren verließ Peter den EHCB im Sommer 2015 und wechselte zum EV Zug. Zur Saison 2017/18 wurde er von den SCL Tigers unter Vertrag genommen, ehe er im April 2019 seine Karriere beendete. Seither arbeitet er als Trainer beim HC Luzern.

### International
Für die Schweiz nahm Peter an den U18-Junioren-Weltmeisterschaften 2001 und 2002 sowie die U20-Junioren-Weltmeisterschaften 2003 und 2004 teil.

## Erfolge und Auszeichnungen
- 2001 Silbermedaille bei der U18-Junioren-Weltmeisterschaft
- 2007 Meister der NLB mit dem EHC Biel
- 2008 Meister der NLB und Aufstieg in die NLA mit dem EHC Biel